# ویکتور کان
ویکتور کان (انگلیسی: Victor Kan؛ زادهٔ ۱۹۴۱) یک رزمی‌کار سبک وینگ‌چون اهل هنگ کنگ است.
او از شاگردان ییپ من بود و به مدت ۷ سال زیر نظر او تعلیم دید و در همین هنگام به «سلطانِ چی سائو» و «تسخیرناپذیر» لقب یافت. او آموختن وینگ‌چون را از سن ۱۳ سالگی آغاز نموده بود و تا اواخر دههٔ ۱۹۵۰ میلادی دستیار ییپ من بود و در سال ۱۹۶۱ هنگ کنگ را ترک کرد و راهی اروپا شد. او از سال ۱۹۷۵ تا کنون در کشور انگلستان مشغول آموزش وینگ‌چون است. باشگاه آموزشی شعبه‌هایی نیز در ایتالیا، استرالیا و هنگ کنگ دارد.
مشهور است که او، نیمهٔ نخست از سیو نیم تائو را به بروس لی آموخته‌است.